# Čchen Jou-ting
Čchen Jou-ting (čínsky: znaky 陳友定, pchin-jin Chén Yǒudìng; 1330?-1368) byl čínský voják a politik sloužící dynastii Jüan. V 60. letech 14. století ovládal Fu-ťien, dokud nebyl roku 1368 poražen armádou říše Ming.
Čchen Jou-ting byl negramotný rolnický syn z prefektury Fu-čou ve Fu-ťienu. Osiřel, v neklidných dobách počátku 50. let 14. století využil své fyzické síly a nechal se naverbovat místními úřady k strážní službě.
V operacích proti jižním Rudým turbanům útočícím z Ťiang-si opakovaně projevil svůj vojenský talent a byl povyšován s mimořádnou rychlostí, typickou pro 50. léta. Za méně než deset let se stal nejvlivnějším mužem ve Fu-ťienu. Během let se dovzdělal, ale učenec se z něj nestal. Založením byl diktátor, požadoval neprodlené a bezvýhradné plnění svých, leckdy drakonických, rozhodnutí. K vynikajícím vojevůdcovským schopnostem se družila i neochvějná loajalita k jüanské vládě. Na výzvy mingského císaře Chung-wua k mírovému začlenění do mingské říše reagoval zabitím vyjednavačů.
Nakonec roku 1368 na Fu-ťien zaútočila mingská vojska. Pozemní síly vedl Chu Mej, loďstvo Tchang Che a Liao Jung-čung. Provincie byla dobyta v únoru 1368, Čchen současně padl do zajetí. Císař Chung-wu, který vždy oceňoval bravurní dobrodruhy, mu byl ochoten odpustit jeho vzdor a udělit titul a postavení. Ale Čchen, vždy věrný mongolskému císaři, odmítl přejít na druhou stranu a zvolil si smrt. Načež jej císař dal popravit i s jediným přeživším synem, dobrovolně provázejícím otce.